# ۹۷۱ (خورشیدی)
۹۷۱ نهصد و هفتادمین سال هجری خورشیدی است.